# Кінематограф Наддніпрянської України (1893-1919)
Кінематограф Наддніпрянської України — розвиток кіно в регіонах Наддніпрянської України у період з 1893 по 1919 роки. Більшість фільмів цієї доби можна поділити на видові, промислові, царську хроніку, церковну хроніку РПЦ, світську хроніку, спорт, свята, катастрофи, похорони, військові, стрічки про Першу світову і громадянську війни.
До 1917 року Наддніпрянська Україна була колонією Російської імперії. В 1917 році проголошено незалежність України та утворення УНР зі столицею у Києві, але УНР проіснувало лише до 1921 року. Через буремність тих часів, не вся територія Наддніпрянської України контролювалася УНР. У 1917—1921 роки частина території України контролювалася проукраїнськими силами УНР, частина проросійськими силами царських білогвардійців, а частина червоноармійською армією Радянської Росії. Український кінематограф 1917—1921 років можна поділити на 3 частини: кінематограф російських кіномитців що залишилися в Україні після падіння Російської імперії (1917—1919 роки), кінематограф УРСР (1919—1921 роки), та кінематограф УНР (1917—1921 роки).
У період колоніального перебування Наддніпрянщини в Російській імперії, Київ, Харків та Одеса стали найбільшими центрами поступового розвитку кіноіндустрії Наддніпрянської України.

## 1893—1906— Перші хроніки
У 1893 році головний механік Одеського Новоросійського університету Йосип Тимченко на замовлення фізика М. Любимова розробив «снаряд для аналізу стробоскопичних явищ», у якому було використано скачковий механізм «слимак». Цей апарат був показаний у січні 1894 року на IX з'їзді дослідників природи та лікарів Російської імперії. За допомогою цього апарату Любимов довів свою теорію ілюзії безперервного руху «світлового тіла», пов'язану зі стробоскопічним ефектом [Архівовано 11 січня 2018 у Wayback Machine.].
У вересні 1896 року в Харкові фотограф Альфред Федецький зняв кілька хронікальних сюжетів, зокрема «Джигітовка козаків і Оренбурзького Козачого полку», «Відхід потяга від харківського вокзалу», «Хресний хід із Куряжа до Харкова», «Катання на Красній площі». А вже в грудні — майже рік у рік з першим публічним кіносеансом у Парижі — Альфред Федецький у Харківському оперному театрі на екрані завширки 12 аршинів та 10 аршинів заввишки влаштував кіносеанс. У Львові 13 вересня 1896 розпочались перші регулярні кіносеанси французьких фільмів у Пасажі Гаусмана (проїзд Крива Липа), що тривали декілька днів. 1897 року Федецький також знімає стрічку «Народні гуляння на Красній площі».
У листопаді 1897 року в Одесі і Ялті показував свої фільми один з операторів братів Люм'єр Фелікс Месгиш. В цей час містами України мандрують пересувні кінотеатри «ілюзіони», які показують фільми французького виробництва. Починаючи, з 1900 їх починають змінювати стаціонарні кінотеатри.

## 1906—1914— Поява кіностудій
1907 року фільмує першу кінохроніку в Києві фотограф Микола Козловський — «Повінь на Дніпрі в Києві 1907 року». А слід за ним — І. Гуцан і К. Стефан. Режисер Суков-Вєрєщагін знімає фільм «Кочубій у темниці». Одеське представництво відомої французької кінофірми «Бр. Пате» випускає «Смерть солдата» за сценарієм К. Сєліванова. Французькі режисери фірми «Фільм д'ар» випускають в Україні кілька фільмів за сюжетами світової літературної класики, найбільш вдала їх робота — «Українська легенда» на тему україно-польських відносин.
Починаючи з 1907 року в Російській імперії починають виникати власні кіностудії, зокрема студії Олександра Дранкова та Олександра Ханжонкова, але екрани в цей майже монопольно контролювала кінофірма «Бр. Пате».
1908 року кіноательє «Бр. Пате» випустило серію стрічок під назвою «Мальовнича Росія», три з яких стосуються України — «Мальовнича Одеса», «Мальовничий Київ», «Пожежа в Одесі».
1909 року московський продюсер Олександр Дранков під час гастролей в Санкт-Петербурзі українських труп Миколи Садовського і Н. Кучеренко знімає їх вистави та робить на цьому матеріалі фільми «Тарас Бульба», «Запорожець за Дунаєм», «Богдан Хмельницький», «Сенатська ревізія», «Наталка Полтавка». Цього ж року була створена перша «кінодекламація» українською мовою «Як вони женихалися, або три кохання в мішках». Її за фінансового сприяння харківського прокатника Дмитра Харитонова поставив актор Олексій Олексієнко та зіграв у ній всі ролі. Олексієнко спеціалізувався на комедіях і пізніше зі своєю трупою зняв ще кілька водевілів: «Москаль-чарівник» (1909), «Бувальщина, або на чужий коровай очей не поривай» (1910), «Як ковбаса та чарка, то минеться й сварка», «Кум-мірошник, або Сатана в бочці», «Сватання на вечорницях», «Жидівка-вихрестка».
Усі ці водевілі перезнімав Дмитро Байда-Суховій і представляв під іншими титрами в кіноконторі Каратуманова. В 1912 році Байда-Суховій у парку харківського університету, де розбили свій табір цигани, зніме фільм «Запорізький скарб».
Олександр Остроухов-Арбо, отримавши позику власника Харківського кінотеатру «Аполло» Харитонова, зняв комедію «Шемелько-денщик або Хохол наплутав» (1910). Пізніше він зняв ще п'ять короткометражних фільмів, де переважно грав головні ролі.
Підприємець кіноконтори «Мистецтво» Ісай Спектор під час гастролей в Катеринославі трупи Миколи Садовського фінансує виготовлення двох фільмів на основі театральних постановок — «Мати-наймичка» та «Наталку Полтавку» знятих Данилом Сахненко. В цих фільмах брали участь відомі українські театральні актори та акторки Марія Заньковецька, Любов Ліницька, Федір Левицький, Іван Мар'яненко.
1911 року піонер українського кіно Данило Сахненко разом з комерсантом Шукліним засновує акціонерне товариство «Шуклін, Сахненко і Ко „Батьківщина“». 1912 року Сахненко зняв в Катеринославі стрічку «Запорізька січ» («Облога запорізька») про боротьбу Івана Сірка з татарами, яка знімалася на місцях історичних битв. Це був перший повнометражний український фільм, він демонструвався в 20 копіях на території усієї Російської імперії. Пізніше Сахненко зняв «Любов Андрія» (1912) та «Полтаву» (1913).
1912 рік стає рекордним для дореволюційного українського кіно — на екрани виходить 20 фільмів. У Києві (на вул. Васильківській, 37) Дмитро Гамалій разом з колегами-акторами зі студії Садовського зніме фільм «Пан Штукаревич», а 1913 — свою версію «Запорізького скарбу», колишню версію фільму авторства Байди-Суховія, яка випадково потрапила до нього в руки, Гамалій намагатиметься перемонтувати в стрічку під назвою «Циганка Груня».
Також у Києві в районі Сирця виникає філіал московського кіно-товариства «П. Тіман і Ф. Рейнгардт», де знімаються перші фільми «Російської золотої серії». Російський режисер Яков Протазанов зняв тут два своїх фільми «Які гарні, які свіжі були троянди» та разом з Володимиром Гардіним «Ключі щасті». На цій студії як художник розпочав свою діяльність в кіно Іван Кавалерідзе. Також в Києві на той час діяли анонімне товариство Френкеля, яке спеціалізувалося на короткометражних комедіях, кіностудія «Експрес» мільйонера Ю. Шанцера.
Протягом 1912-13 років. у Львові було створено студії «Фабрика-фільм» М. Мленця, «Кінофільм» Е. Порембського, «Полонія» Е. Лорембського, «Леополія» А. і Л. Крогульських, на яких спробували розпочати постійне кіновиробництво.
В Одесі 1912 року починає роботу студія Мирона Гросмана «Мирограф». На ній випускають фільми «Жилець із телефоном» Д. Марченка, «Спритний апаш» Н. Бацилова, «Одеські катакомби» М. Медведєва і Д. Марченка, «Трагедію єврейської курсистки» Гросмана.
З 1912 року царський уряд починає забороняти до показу будь-які фільми на націоналістичну тематику, зокрема було заборонено до показу хроніку з похоронів Миколи Лисенка.

## 1914—1917— Кіно у останні роки Російської імперії
В 1914 році в Україні вийшло 22 фільми, в 1915 — 19, в 1916 — 10, 1917 — 20. В 1918 році українські кіностудії поставили 25 фільмів, російські в Україні — 20.
У Києві на Лук'янівці працювала найбільша кіностудія «Світлотінь» інженера Семена Писарєва, там випустили фільми «Зневажені і скривджені» (1914), «Таємния вапняної печі» Йосифа Сойфера, «Рабині вбрання» (1915) Сойфера та Михайла Бонча-Томашевського.
З початком Україно-Російської війни кіно-ательє починають швидко виникати і зникати по всій території України: в Прилуках, Харкові, Луганську, Одесі, Києві. Студія «Мірограф» в цей час працює постійно та навіть відкриває новий павільйон 36 на 12 метрів. Виходять проросійські фільми «Граф Зікандр» (1914), «Син» (1917) Мирона Гросмана та Едварда Пухальского, «Ганьба XX століття» Гросмана про вигадані «німецькі звірства».
Олександр Варягін та оператор Данило Сахненко в цей час фільмують воєнні патріотичні стрічки «На полі бою», «Героїчний подвиг телефоніста Олексія Манухи» та інші. Яків Посельський знімає фільм «Життя і смерть лейтенанта Шмідта», а Олексій Олексієнко — «За віру, за царя, за батьківщину», який згодом перемонтує на більшовицький фільм. Байда-Суховій і Гамалій в цей час знімають кілька шовіністичних кінодекламацій в анонімних ательє. А Трохим Піддубний працює самостійно і знімає «Запорожця за Дунаєм», «Богдана Хмельгицького» (1915), «Тараса Бульбу» (1917) — останній являє собою перемонтовану версію «Любові Андрія» Сахненка.
1917 кіностудія «Мізрах», яка співпрацювала з акторами Єврейського Театру фільм «Життя і Смерть», продукує фільми із єврейського життя «Війна та євреї», «Героїчний подвиг розвідника Хама Шейдельмана», «Хочу бути Ротшільдом», «Судіть люди», «Кривавий жарт», «Кантоністи», їх переважно ставить Олександр Аркатов.
Після скинення царя у 1917 році у Київському кінотеатрі постає організаційний комітет спілки діячів кіна під головуванням В. Іванова, однак він скоро розколюється. У Харкові відбуваються прем'єри фільмів Петра Чардиніна, Чеслава Сабінського.
В 1918 році своє виробництво з Москви до України переносять провідні діячі російського кіно. Харківський кінопідприємець Дмитро Харитонов осідає в Одесі та разом з Петром Чардиніним встигає зняти там кілька короткометражних фільмів до окупації міста. В Ялту ненадовго переїжджають відомі студії Іосіфа Єрмольєва та Олександра Ханжонкова. Олександр Дранков через безгрошів'я не працює.
В Одесі продовжує свою виробництво Ательє «Мирограф» Мирон Гросмана, а також відкриваються Ательє «Синя птаха» Сибірякова, Ательє Борисова. В Києві відкривається Ательє «Художній екран» Іванова, а також планує розпочати свою діяльність кіностудія «Нептун» Антіка, на якій не за довго до цього відбувся дебют в кіно Володимира Маяковського.

## Збережені фільми
Із усіх фільмів знятих українськими кіностудіями до 1917 року на сьогодні частково збереженим в Україні вважається лише фільм «Віра Чеберяк» режисера Миколи Брешко-Брешковського знятий у 1917 році у Києві на студії «Світлотінь».
В російському Госфільмфонді частково збереглися також фільми «Тарас Бульба» (зняті Олександром Дранковим гастролі української трупи Миколи Садовського в Санкт-Петербурзі), а також — «Дачний чоловік, або трагік мимоволі», «Оце так поцілунок» (1911), «Під брязкіт ланцюгів» (1912) Олександра Остроухова-Арбо.
Там же зберігаються зняті Акціонерним товариством Ханжонкова в Ялті фільми «У країні любові» (1917) Олександра Уральського, «Король Парижа» (1917) Євгена Бауера і Ольги Рахманової, «Присмерки душі» (1917) Андрія Громова, «Декорація щастя» (1918) Федора Коміссаржевського і Бориса Чайковського, «Тереза Ракен» (1919) Бориса Чайковського, «Фауст» (1919) Ольги Рахманової.
А також — знята Торговельним домом Харитонова в Одесі стрічка «Останнє танго» (1918) В'ячеслава Вісковського; знята в Ялті Торговельним домом «М. Козловський, С. Юрьєв і Ко» стрічка «Гріх і спокута» (1919) В'ячеслава Туржанського; знята Торговельним домом «Русь» М. С. Трофимова в Ялті стрічка «Життя Батьківщині, честь нікому» режисерів Олександра Волкова і Ф. Морського; знята вже більшовицькою владою Одесі стрічка «Сторінки гумору під редакцією А. Аркатова» (1919) режисера Олександра Аркатова.
З числа знятих в 1918 році Ательє «І. Єрмольєв» в Ялті фільмів, стрічка «Дитя чужого» зберігається в кіноархіві в Нідерландах, а фільми «Конкурс краси» і «Люди гинуть за метал» Олександра Волкова — в Госфільмфонді Росії.
В Лондонському кіноархіві зберігається знятий в Києві агітфільм «Звірства більшовиків перед здачею Києва 21 серпня 1919 року» режисера Акселя Лундіна. А в італійській синематеці — знятий в Ялті фільм «Член парламенту» (1919) Якова Протазанова.
Частково збереженими є також фільми «Брехня» (1918) В'ячеслава Вісковського, «Баришня і хуліган» (1918) Євгена Славинського, Владіміра Маяковського, «Закута фільмою» (1918) Нікандра Туркіна, «І таємницю поглинуло море» (1918) Едварда Пухальского, «Казка весняного вітру» (1918) Ольги Рахманової, «Катастрофа влади» (1918) Євгенія Славінського, «Мовчи, сум, мовчи» (1918) Петра Чардиніна, Чеслава Сабінського, В'ячеслава Вісковського, «Хазяїн та працівник» (1918) Михайла Бонч-Томашевського, Олексія Смирнова, «Заляканий буржуй» (1919) Михайла Вернера.

## Список фільмів, знятих на українських студіях до 1919 року
З 1896 по 1919 рік в Царській Україні було знято більше 700 хронікальних фільмів та сюжетів кінохроніки, без урахування близько 30 фільмів знятих 1917—1921 роках в УНР та 80 фільмів знятих в 1917—1919 роках на кіностудіях УРСР. На думку кінознавця Володимира Миславського, всі ці фільми можна поділити на видові, промислові, царську хроніку, церковну хроніку, світську хроніку, спорт, свята, катастрофи, похорони, військові, стрічки про Першу світову і громадянську війни.

### Список деяких неігрових фільмів
- 1896 — «Джигітовка козаків і Оренбурзького Козачого полку», Альфред Федецький, Фотографічне ательє А. Федецького (Харків)
- 1896 — «Відхід поїзда від харківського вокзалу», Альфред Федецький, Фотографічне ательє А. Федецького (Харків)
- 1896 — «Хресний хід з Куряжу до Харкова», Альфред Федецький, Фотографічне ательє А. Федецького (Харків)
- 1896 — «Відхід поїзда від харківського вокзалу», Альфред Федецький, Фотографічне ательє А. Федецького (Харків)
- 1897 — «Катання на Красній площі», Альфред Федецький, Фотографічне ательє А. Федецького (Харків)
- 1897 — «Народні гуляння на Кінній площі», Альфред Федецький, Фотографічне ательє А. Федецького (Харків)
- 1900 — «Одеса. Винні склади», «Гомон» (Одеса)
- 1902 — «Благословіння військ Ніколаєм II в Одесі», Алєександр Янгельський, «К. Е. фон Ган и Ко» (Одеса, Петербург)
- 1902 — «Хроніка життя Ніколая II», Олександр Янгельський, «К. Е. фон Ган и Ко» (Петербург)
- 1903 — «Військовий парад в Лівадії», Олександр Янгельський, «К. Е. фон Ган и Ко» (Петербург)
- 1907 — «Повінь на Дніпрі в Києві 1907 року», Микола Козловський, Кінотеатр «Ілюзіон» (Київ)
- 1908 — «Біг в Одесі», Мирон Гросман, Кінотеатр «Большой московський ілюзіон» (Одеса)
- 1908 — «Пожежа в Одесі», Мирон Гросман, Кіноательє «Бр. Пате» (Одеса)
- 1910 — «По Дніпру», Данилом Сахненко, А. Ханжонков" (Москва)
- 1911 — «Грандіозні дніпровські пороги», Данилом Сахненко, «А. Ханжонков» (Москва)
- 1912 — «Похорони знаменитого композитора Лисенка», Володимир Добржанський, Кінотеатр «Експрес» (Київ)
- 1912 — «Похорони знаменитого композитора Лисенка», Кіноательє «Бр. Пате» (Москва)
- 1913 — «Життя євреїв у Палестині», Мирон Гросман, Ноах Соколовський, Кінематографічна контора «Мізрах» (Одеса)
- 1914 — «Життя євреїв в Румунії», Георгій Дробін, Кінематографічна контора «Мізрах» (Одеса)
- 1919 — «Похорон Віри Холодної», Фабрика Д. І. Харитонова (Одеса)

### Список ігрових фільмів
| Назва                                                                      | Режисер                                                  | Рік  | Назва кіностудії                                                                        |
| -------------------------------------------------------------------------- | -------------------------------------------------------- | ---- | --------------------------------------------------------------------------------------- |
| Фокусник Альбані                                                           | Альфред Федецький                                        | 1897 | «Фотоательє» А. К. Федецького (Харків)                                                  |
| Кочубей у темниці                                                          | А. Суков-Вєрєщагін                                       | 1907 | «Фотокіноательє» (Київ)                                                                 |
| Смерть солдата                                                             | К. Селіванов                                             | 1907 | Кіноательє «Бр. Пате» (Одеса)                                                           |
| Харківська служниця                                                        | —                                                        | 1907 | «Еден-театр» (Харків)                                                                   |
| Єврейські куплети                                                          | —                                                        | 1908 | Кіноательє «Бр. Пате» (Одеса)                                                           |
| Чи не час, Пантелею, посоромитись людей                                    | К. Селіванов                                             | 1909 | Кіноательє «Бр. Пате» (Одеса)                                                           |
| Чудо грамофон, куплений в магазині т-ва Грамофон, Катеринославська ул. № 6 | —                                                        | 1909 | «Бр. Боммер» (Харків)                                                                   |
| Як вони женихалися, або три кохання в мішках                               | Олексій Олексієнко                                       | 1909 | Д. І. Харитонов (Харків)                                                                |
| Москаль-чарівник                                                           | Олексій Олексієнко                                       | 1909 | Д. І. Харитонов, Кіноательє «Бр. Пате» (Харків)                                         |
| Бувальщина, або на чужий коровай очей не поривай                           | Олексій Олексієнко                                       | 1910 | Д. І. Харитонов (Харків)                                                                |
| Гадюка потайна                                                             | Олексій Олексієнко                                       | 1910 | Д. І. Харитонов (Харків)                                                                |
| Наталка Полтавка                                                           | Дмитро Байда-Суховій, Ф. Сердюк                          | 1910 | Контора А. Г. Каратуманова (Харків)                                                     |
| Ніч перед різдвом                                                          | —                                                        | 1910 | —                                                                                       |
| Повернення батька                                                          | —                                                        | 1910 | (Львів)                                                                                 |
| Три кохання в мішках                                                       | Олексій Олексієнко                                       | 1910 | Акціонерне товариство С. А. Френкеля (Київ)                                             |
| Шемелько-денщик                                                            | Дмитро Байда-Суховій, Ф. Сердюк                          | 1910 | Контора А. Г. Каратуманова (Харків)                                                     |
| В окремому кабінеті                                                        | —                                                        | 1911 | Кіноконтора Д. Харитонова (Харків)                                                      |
| Гадюка потайна                                                             | Дмитро Байда-Суховій                                     | 1911 | Кіноконтора Д. Харитонова (Харків)                                                      |
| Дачний чоловік, або трагік мимоволі                                        | Олександр Остроухов-Арбо                                 | 1911 | Кінотеатр «Аполло» Д. Харитонова (Харків)                                               |
| Жидівка-вихрестка                                                          | Олексій Олексієнко                                       | 1911 | Кіноконтора Д. Харитонова, Кіноательє «Бр. Пате» (Харків)                               |
| Жидівка-вихрестка                                                          | Акім Каратуманов                                         | 1911 | Кіноконтора А. Г. Каратуманова, Кіноательє «Бр. Пате» (Харків)                          |
| Кума-Хвеська                                                               | Дмитро Байда-Суховій                                     | 1911 | «Бр. Боммер» (Харків)                                                                   |
| Кума-Хвеська                                                               | Дмитро Байда-Суховій                                     | 1911 | «Бр. Боммер» (Харків)                                                                   |
| Кум-мірошник, або Сатана в бочці                                           | Олексій Олексієнко                                       | 1911 | Д. І. Харитонов (Харків)                                                                |
| Малюта Скуратов                                                            | —                                                        | 1911 | Кіноконтора Д. Харитонова (Харків)                                                      |
| Мати-наймичка                                                              | Микола Садовський, Данило Сахненко                       | 1911 | «Художество» І. Спектора (Катеринослав)                                                 |
| Наталка Полтавка                                                           | Микола Садовський, Данило Сахненко                       | 1911 | «Художество» І. Спектора (Катеринослав)                                                 |
| Оце так поцілунок                                                          | Олександр Остроухов-Арбо                                 | 1911 | Кінотеатр «Аполло» Д. Харитонова (Харків)                                               |
| Пара гнідих                                                                | Акім Каратуманов                                         | 1911 | Кіноконтора А. Г. Каратуманова (Харків)                                                 |
| Сватання на вечорницях                                                     | Олексій Олексієнко                                       | 1911 | Кіноконтора Д. Харитонова (Харків)                                                      |
| Сватання на вечорницях                                                     | Дмитро Байда-Суховій                                     | 1911 | Кіноконтора А. Г. Каратуманова (Харків)                                                 |
| Три кохання в мішках                                                       | Дмитро Байда-Суховій, Ф. Сердюк                          | 1911 | Кіноконтора А. Г. Каратуманова (Харків)                                                 |
| Чайка                                                                      | Акім Каратуманов                                         | 1911 | Кіноконтора А. Г. Каратуманова (Харків)                                                 |
| Шемелько-денщик                                                            | —                                                        | 1911 | Кіноконтора Д. І. Харитонов (Харків)                                                    |
| Як ковбаса та чарка, то минеться й сварка                                  | Олексій Олексієнко                                       | 1911 | Кіноконтора Д. Харитонова (Харків)                                                      |
| Алім — кримський розбійник                                                 | —                                                        | 1912 | Кіноконтора А. Г. Каратуманова (Харків)                                                 |
| Балканська цариця                                                          | —                                                        | 1912 | Д. І. Харитонов (Харків)                                                                |
| Відомщена неправда                                                         | Сигізмунд Веселовський                                   | 1912 | «Кінофільм» (Львів)                                                                     |
| Вій                                                                        | Трохим Піддубний                                         | 1912 | —                                                                                       |
| Де моя мати?                                                               | Абрам Смоленський                                        | 1912 | — (Катеринослав)                                                                        |
| За океаном                                                                 | —                                                        | 1912 | Кіноконтора Д. Харитонова (Харків)                                                      |
| Запорізька січ                                                             | Данило Сахненко                                          | 1912 | «Батьківщина», «Художество» І. Спектора (Катеринослав)                                  |
| Купальниця                                                                 | —                                                        | 1912 | — (Катеринослав)                                                                        |
| Красива жінка                                                              | Олександр Остроухов-Арбо                                 | 1912 | Кінотеатр «Аполло» Д. Харитонова (Харків)                                               |
| Любов Андрія                                                               | Данило Сахненко                                          | 1912 | «Батьківщина» (Катеринослав)                                                            |
| Любовні пригоді панів З. і Й. відомих у Л.                                 | Сигізмунд Веселовський                                   | 1912 | «Кінофільм» (Львів)                                                                     |
| Надокучливий вояжер                                                        | Олександр Остроухов-Арбо                                 | 1912 | Кінотеатр «Аполло» Д. Харитонова (Харків)                                               |
| Навколо зрада                                                              | Дмитро Байда-Суховій                                     | 1912 | Кіноконтора А. Г. Каратуманова (Харків)                                                 |
| Найкращий грабіжник                                                        | Сигізмунд Веселовський                                   | 1912 | «Кінофільм» (Львів)                                                                     |
| Наполеон в Москві                                                          | М. Полянський                                            | 1912 | «Фотокіноательє» (Київ)                                                                 |
| Ніч перед Різдвом                                                          | Олексій Олексієнко                                       | 1912 | Кіноконтора А. Г. Каратуманова (Харків)                                                 |
| Одеські каткомби                                                           | М. Медведєв, Дмитро Марченко                             | 1912 | Товариство «Мірограф» М. Гросмана (Одеса)                                               |
| Оце так ускочив                                                            | Данило Сахненко                                          | 1912 | «Художество» І. Спектора (Катеринослав)                                                 |
| Пан Штукаревич, або оказія, якої не було                                   | Дмитро Гамалій                                           | 1912 | Київське кіноательє (Київ)                                                              |
| Під брязкіт ланцюгів                                                       | Олександр Остроухов-Арбо                                 | 1912 | Кінотеатр «Аполло» Д. Харитонова (Харків)                                               |
| Спритний апаш                                                              | Мирон Гросман                                            | 1912 | Товариство «Мірограф» М. Гросмана (Одеса)                                               |
| Труп № 1336                                                                | В. Кривцов                                               | 1912 | «П. Тіман і Ф. Рейнгардт» (Київ)                                                        |
| Хохол наплутав або денщик підвів                                           | Олександр Остроухов-Арбо                                 | 1912 | Кінотеатр «Аполло» Д. Харитонова (Харків)                                               |
| Циганка Груня, або оце так ускочив                                         | Трохим Піддубний                                         | 1912 | Кінолабораторія В. Корша (Київ)                                                         |
| Шемелько-денщик                                                            | Дмитро Байда-Суховій                                     | 1912 | Кіноконтора А. Г. Каратуманова (Харків)                                                 |
| Як мені довелося застрахувати життя                                        | Олександр Остроухов-Арбо                                 | 1912 | Кінотеатр «Аполло» Д. Харитонова (Харків) ?                                             |
| Запорізький скарб                                                          | Дмитро Гамалій                                           | 1913 | Київське кіноательє (Київ)                                                              |
| Запорізький скарб                                                          | Дмитро Байда-Суховій                                     | 1913 | — (Харків)                                                                              |
| Запорожець за Дунаєм                                                       | Трохим Піддубний                                         | 1913 | —                                                                                       |
| Ключі щасті                                                                | Яков Протазанов, Володимир Гардін                        | 1913 | «П. Тіман і Ф. Рейнгардт» (Київ)                                                        |
| Мешканець з патефоном                                                      | Дмитро Марченко                                          | 1912 | Товариство «Мірограф» М. Гросмана (Одеса)                                               |
| Мазепа                                                                     | Данило Сахненко                                          | 1913 | «Батьківщина» (Катеринослав)                                                            |
| Ніч перед Різдвом                                                          | Трохим Піддубний                                         | 1913 | —                                                                                       |
| Справа Бейліса                                                             | Мирона Гросман                                           | 1913 | Товариство «Мірограф» М. Гросмана (Одеса)                                               |
| Таємниці Києва, або справа Бейліса                                         | Йосиф Сойфер                                             | 1912 | Кіностудія «Світлотінь» С. Писарєва (Київ), Т/д «Creo» Міхаїла Бистріцького (Петроград) |
| Трагедія єврейської курсистки                                              | Мирона Гросман                                           | 1913 | Товариство «Мірограф» М. Гросмана (Одеса)                                               |
| Тяжка розплата                                                             | Данило Сахненко                                          | 1913 | «Художество» І. Спектора (Катеринослав)                                                 |
| Якими гарними, якими свіжими були троянди                                  | Яков Протазанов                                          | 1913 | «П. Тіман і Ф. Рейнгардт» (Київ)                                                        |
| Божевільний від кохання                                                    | Герман Воскресенський                                    | 1914 | — (Київ)                                                                                |
| Вихрест                                                                    | Йосиф Сойфер                                             | 1914 | Кіностудія «Світлотінь» С. Писарєва (Київ)                                              |
| Від'їзд на фронт або любов денщика                                         | —                                                        | 1914 | — (Керч)                                                                                |
| Війна та євреї                                                             | Ісаак Тенеромо                                           | 1914 | Кінематографічна контора «Мізрах» (Одеса)                                               |
| Ганьба XX століття                                                         | Мирона Гросман, Едвард Пухальский                        | 1914 | Товариство «Мірограф» М. Гросмана (Одеса)                                               |
| Героїчний подвиг офіцера-добровольця                                       | —                                                        | 1914 | Контора А. Посельського (Одеса)                                                         |
| Герой з народу                                                             | Олексій Олексієнко                                       | 1914 | Кіноконтора А. Г. Каратуманова (Харків)                                                 |
| Граф Зікандр                                                               | Мирон Гросман                                            | 1914 | Товариство «Мірограф» М. Гросмана (Одеса)                                               |
| Грицько Голопупенко                                                        | Данило Сахненко                                          | 1914 | Т-во Ф. Щетинін і Д. Сахненко (Катеринослав)                                            |
| Два вороги на полі брані, або серце російського солдата                    | К. Селіванов                                             | 1914 | К. Селіванов (Київ)                                                                     |
| Життя євреїв в Америці                                                     | Олександр Аркатов                                        | 1914 | Кінематографічна контора «Мізрах» (Одеса)                                               |
| За віру, за царя, за батьківщину                                           | Олексій Олексієнко                                       | 1914 | Електротеатр «Аполло» Д.Харитонова (Харків)                                             |
| Зневажені і скривджені                                                     | Йосиф Сойфер                                             | 1914 | Кіностудія «Світлотінь» С. Писарєва (Київ)                                              |
| Кузьма Крючков                                                             | —                                                        | 1914 | —                                                                                       |
| Майська ніч або утоплена                                                   | Трохим Піддубний                                         | 1914 | —                                                                                       |
| На подвиг ратний, за Русь святу                                            | Нахман Наумов-Калік                                      | 1914 | — (Київ)                                                                                |
| На полі бою                                                                | Олександр Варягін                                        | 1914 | Т-во Ф. Щетинін (Катеринослав)                                                          |
| Оля, Коля та Маруся                                                        | —                                                        | 1914 | — (Прилуки)                                                                             |
| Переплуталися                                                              | Дмитро Гамалій                                           | 1914 | — (Київ)                                                                                |
| Покараний життям                                                           | Йосиф Сойфер                                             | 1914 | Кіностудія «Світлотінь» С. Писарєва (Київ)                                              |
| Помста жидівки                                                             | Йосиф Сойфер                                             | 1914 | Кіностудія «Світлотінь» С. Писарєва (Київ)                                              |
| Прейскер у Каліші, або страшний привид                                     | К. Селіванов                                             | 1914 | К. Селіванов (Київ)                                                                     |
| Рабині вбрання                                                             | Йосиф Сойфер, Михайло Бонч-Томашевський                  | 1914 | Кіностудія «Світлотінь» С. Писарєва (Київ), Т/д «Creo» Міхаїла Бистріцького (Петроград) |
| Сірі герої                                                                 | —                                                        | 1914 | — (Київ)                                                                                |
| Страшний сон та милостивий Бог                                             | —                                                        | 1914 | — (Київ)                                                                                |
| Трагедія єврейської дівчини                                                | І. Рєзніков                                              | 1914 | Контора І. Резнікова (Керч)                                                             |
| У кравця                                                                   | Мирон Гросман                                            | 1914 | Товариство «Мірограф» М. Гросмана (Одеса)                                               |
| Богдан Хмельницький                                                        | Олександр Варягін                                        | 1915 | Т-во Ф. Щетинін (Катеринослав)                                                          |
| Бувальщина                                                                 | Олексій Суходольський                                    | 1915 | —                                                                                       |
| В давній час дідам жилося                                                  | Семен Писарєв                                            | 1915 | Кіностудія «Світлотінь» С. Писарєва (Київ)                                              |
| Він жертвою пав у фатальній борні                                          | Олексій Олексієнко                                       | 1915 | Електротеатр «Аполло» Д.Харитонова (Харків)                                             |
| Героїчний подвиг розвідника Хаїма Шейдельмана                              | Олександр Аркатов                                        | 1915 | — (Київ)                                                                                |
| Героїчний подвиг сестри-жалібниці Рімми Міхайловни Іванової                | Олександр Варягін                                        | 1915 | Т-во Ф. Щетинін (Катеринослав)                                                          |
| Героїчний подвиг телефоніста Олексія Манухи                                | Олександр Варягін                                        | 1915 | Т-во Ф. Щетинін (Катеринослав)                                                          |
| На славу російської зброї                                                  | Олександр Варягін                                        | 1915 | Т-во Ф. Щетинін (Катеринослав)                                                          |
| Пісня смерті                                                               | —                                                        | 1915 | — (Катеринослав)                                                                        |
| Світова війна, або за царя, Батьківщину, слов'янство                       | А. Ольшевський                                           | 1915 | А. Ольшевський (Катеринослав)                                                           |
| Сватання на Гончарівці                                                     | Дмитро Гамалій                                           | 1915 | —                                                                                       |
| Як вмирають герої (за святу Русь)                                          | —                                                        | 1915 | —                                                                                       |
| Алім — кримський розбійник                                                 | А. Нікітін                                               | 1916 | «Кіно-Крим» А. Нікітіна (Ялта)                                                          |
| Блукаючі вогні                                                             | Чеслав Сабінський                                        | 1916 | Кіноательє т/д «Д.Харитонов» (Одеса)                                                    |
| Братовбивча війна                                                          | Герман Воскресенський                                    | 1916 | Кіностудія «Світлотінь» С. Писарєва (Київ)                                              |
| В кривавому запеклому бої                                                  | Павло Скуратов                                           | 1916 | Т-во Бр. Колік (Київ)                                                                   |
| Влада жінки                                                                | Семен Писарєв                                            | 1916 | Кіностудія «Світлотінь» С. Писарєва (Київ)                                              |
| Вмер бідолаха в лікарні військовій                                         | Олександр Варягін                                        | 1916 | Т-во Ф. Щетинін (Катеринослав), Бр. Сквирські (Луганськ)                                |
| Одеський чистильник чобіт                                                  | —                                                        | 1916 | — (Одеса)                                                                               |
| Спіть ви, орли бойові                                                      | Дмитро Байда-Суховій                                     | 1916 | — (Харків)                                                                              |
| Таємниця вапняної печі                                                     | Йосиф Сойфер                                             | 1916 | Кіностудія «Світлотінь» С. Писарєва (Київ)                                              |
| Тринадцять чорних лебедів                                                  | Володимир Ізумрудов (Гарлицький)                         | 1916 | Ательє Робинкова та Когана (Катеринослав), Т-во «Продалент» (Петроград)                 |
| Аня Краєва                                                                 | Нікандр Туркін                                           | 1917 | Акціонерне товариство «Нептун» П. С. Антіка (Київ)                                      |
| Ах, навіщо, доля зла, ти до Сибіру довела                                  | Микола Салтиков                                          | 1917 | Акціонерне товариство «Нептун» П. С. Антіка (Київ)                                      |
| Вдова                                                                      | Федір Комісаржевський                                    | 1917 | Акціонерне товариство «А. Ханжонков» (Ялта)                                             |
| Він жертвою пав у фатальній борні                                          | Олексій Олексієнко                                       | 1917 | — (Харків)                                                                              |
| Віра Чеберяк                                                               | Микола Брешко-Брешковський                               | 1917 | «Світлотінь» (Київ)                                                                     |
| Влада демона                                                               | Микола Маліков                                           | 1917 | Акціонерне товариство «Нептун» П. С. Антіка (Київ)                                      |
| Вона                                                                       | Михайло Вернер                                           | 1917 | «Російське кіноділо» (Київ)                                                             |
| Вперед, товариші, помремо за вільну Росію                                  | —                                                        | 1917 | — (Харків)                                                                              |
| Гірка отрута                                                               | —                                                        | 1917 | — (Харків)                                                                              |
| Діти сатани                                                                | Нікандр Туркін                                           | 1917 | Акціонерне товариство «Нептун» П. С. Антіка (Київ)                                      |
| Дружина прокурора                                                          | Нікандр Туркін                                           | 1917 | Акціонерне товариство «Нептун» П. С. Антіка (Київ)                                      |
| Жалібно стогне поранений воїн                                              | —                                                        | 1917 | — (Сімферополь)                                                                         |
| Жадання життя і кохання                                                    | Михайло Бонч-Томашевський                                | 1917 | Кінематографічне товариство «Аргус» В. Іванова (Київ)                                   |
| Життя Гаррісона                                                            | Яков Галіцький                                           | 1918 | Акціонерне товариство «А. Дранков» (Ялта)                                               |
| Життя і смерть лейтенанта Шмідта                                           | Яков Посельський, Олександр Разумний                     | 1917 | Контора «Кинолента» (Одеса)                                                             |
| Згубне                                                                     | Володимир Гардін                                         | 1917 | Акціонерне товариство «Нептун» П. С. Антіка (Київ)                                      |
| Іди, жінко, у солдати                                                      | —                                                        | 1917 | — (Харків)                                                                              |
| Ірина-солдатка                                                             | —                                                        | 1917 | — (Харків)                                                                              |
| Кантоністи                                                                 | Олександр Аркатов                                        | 1917 | Товариство «Мізрах» (Одеса)                                                             |
| Король Парижа                                                              | Євген Бауер, Ольга Рахманова                             | 1917 | Акціонерне товариство «А. Ханжонков» (Москва), (Ялта)                                   |
| Кохання ченця                                                              | Володимир Гардін                                         | 1917 | Акціонерне товариство «Нептун» П. С. Антіка (Київ)                                      |
| Кривавий жарт                                                              | Олександр Аркатов                                        | 1917 | Товариство «Мізрах» (Одеса)                                                             |
| Любовний шквал                                                             | Микола Маліков                                           | 1917 | Акціонерне товариство «Нептун» П. С. Антіка (Київ)                                      |
| Любовні походеньки Гришки Распутіна                                        | Олексій Олексієнко                                       | 1917 | — (Харків)                                                                              |
| Людина — звір                                                              | Чеслав Сабінський                                        | 1917 | Кіноательє т/д «Д.Харитонов» (Одеса)                                                    |
| Позабудь про камін, в ньому згасли вогні                                   | Петро Чардинін                                           | 1917 | Кіноательє т/д «Д.Харитонов» (Одеса)                                                    |
| Мемуари графині Тарновської                                                | Михайло Вернер                                           | 1917 | «Російське кіноділо» (Київ)                                                             |
| Наше серце                                                                 | Володимир Гардін                                         | 1917 | Акціонерне товариство «Нептун» П. С. Антіка (Київ)                                      |
| Приколов би                                                                | —                                                        | 1917 | — (Харків)                                                                              |
| Присмерки душі                                                             | Андрій Громов                                            | 1917 | Акціонерне товариство «А. Ханжонков» (Москва, Ялта)                                     |
| Революційна російська армія                                                | —                                                        | 1917 | — (Одеса)                                                                               |
| Розп'яте кохання                                                           | Нікандр Туркін                                           | 1917 | Акціонерне товариство «Нептун» П. С. Антіка (Київ)                                      |
| Спокуса                                                                    | Олександр Уральський                                     | 1917 | Акціонерне товариство «А. Ханжонков» (Ялта)                                             |
| Справа Болотіної                                                           | —                                                        | 1917 | Контора Прошина й Гордіна (Харків)                                                      |
| Струмінь любові                                                            | Володимир Гардін                                         | 1917 | Акціонерне товариство «Нептун» П. С. Антіка (Київ)                                      |
| Судіть люди                                                                | Олександр Аркатов                                        | 1917 | Товариство «Мізрах» (Одеса)                                                             |
| Таємниці високої дами                                                      | Михайло Вернер                                           | 1917 | «Російське кіноділо» (Київ)                                                             |
| Тарас Бульба                                                               | Трохим Піддубний                                         | 1917 | —                                                                                       |
| Три краплі крові                                                           | Петро Чардинін                                           | 1917 | Т/д «Д.Харитонов» (Київ, Одеса)                                                         |
| У країні любові                                                            | Олександр Уральський                                     | 1917 | Акціонерне товариство «А. Ханжонков» (Москва, Ялта)                                     |
| Хочу бути Ротшільдом                                                       | Олександр Аркатов                                        | 1917 | Товариство «Мізрах» (Одеса)                                                             |
| Центрострах                                                                | Нікандр Туркін                                           | 1917 | Акціонерне товариство «Нептун» П. С. Антіка (Київ)                                      |
| Чорний орел                                                                | Микола Маліков                                           | 1917 | Акціонерне товариство «Нептун» П. С. Антіка (Київ)                                      |
| Чорний дім                                                                 | А. Нікітін                                               | 1917 | Кіностудія А. Н. Нікітіна, Кінофабрика «Медуза» А. І. Сибірякова (Одеса)                |
| Шоста заповідь                                                             | —                                                        | 1917 | —                                                                                       |
| Як вмирали герої вільної боротьби                                          | —                                                        | 1917 | —                                                                                       |
| Як Уточкін впіймав злодія                                                  | —                                                        | 1917 | Товариство «Мірограф» М. Гросмана (Одеса)                                               |
| Азра                                                                       | Петро Чардинін                                           | 1918 | Т/д Д. І. Харитонов (Одеса)                                                             |
| Апостол                                                                    | Микола Салтиков                                          | 1918 | Ательє «Мірограф» М. Гросмана, М.Товбіна (Одеса)                                        |
| Ах ти, доля, моя доля!                                                     | Микола Салтиков                                          | 1918 | Ательє «Мірограф» М. Гросмана, М.Товбіна (Одеса)                                        |
| Бездоганна жінка                                                           | В. Черноблер                                             | 1918 | Ательє «Синяя птица» А. Сибірякова (Одеса)                                              |
| Бог                                                                        | —                                                        | 1918 | «А. Ханжонков и К°» (Ялта)                                                              |
| Бокс виручив                                                               | Аркадій Бойтлер                                          | 1918 | Ательє К. П. Борисова (Одеса)                                                           |
| Брехня                                                                     | В'ячеслав Вісковський                                    | 1918 | Акціонерне товариство «Біофільм»                                                        |
| Валерія Бельмонт                                                           | В. Черноблер                                             | 1918 | Ательє «Синяя птица» А. Сибірякова (Одеса)                                              |
| Великий аспід                                                              | Олександр Уральський, Олександр Ханжонков                | 1918 | «А. Ханжонков и К°» (Ялта)                                                              |
| Віроломство                                                                | —                                                        | 1918 | Ательє «Ера» (Одеса)                                                                    |
| Вулицею розіп'ята                                                          | Йосиф Сойфер                                             | 1918 | Товариство «Мерказор» (Київ)                                                            |
| В чаду опіуму                                                              | В'ячеслав Вісковський                                    | 1918 | Т/д Д. І. Харитонов (Київ), (Одеса)                                                     |
| Глиняний бог                                                               | Микола Ларін                                             | 1918 | Т/д «Нептун» (Київ)                                                                     |
| Голгофа людських страждань                                                 | Микола Салтиков                                          | 1918 | Ательє «Мірограф» М. Гросмана (Одеса)                                                   |
| Господар життя                                                             | Михайло Бонч-Томашевський, Олексій Смирнов               | 1918 | Ательє «Художній екран» В. І. Іванова (Київ)                                            |
| Гроші                                                                      | Едвард Пухальский                                        | 1918 | Ательє «Мірограф» М. Гросмана (Одеса)                                                   |
| Дармоїдка                                                                  | А. Івановський, Олександр Волков                         | 1918 | Ательє «І. Єрмольєв» (Ялта)                                                             |
| Дві матері                                                                 | Ф. Строганов                                             | 1918 | «А. Ханжонков и К°» (Ялта)                                                              |
| Декорація щастя                                                            | Федір Комісаржевський, Борис Чайковський                 | 1918 | «А. Ханжонков и К°» (Москва, Ялта)                                                      |
| Дівчина моря                                                               | Едвард Пухальский                                        | 1918 | Ательє «Мірограф» М. Гросмана (Одеса)                                                   |
| Дім людей живих                                                            | Сергій Ценін                                             | 1918 | Ательє К. П. Борисова (Одеса)                                                           |
| Дитя чужого                                                                | Яків Протазанов                                          | 1918 | Ательє «І. Єрмольєв» (Ялта)                                                             |
| До старого бога                                                            | Едвард Пухальский                                        | 1918 | Ательє «Мірограф» М. Гросмана, М.Товбіна (Одеса)                                        |
| Заповідь гріха                                                             | Нароков Михайло                                          | 1918 | Т/д «Нептун» (Київ)                                                                     |
| Затонулий дзвін                                                            | В. Черноблер                                             | 1918 | Ательє «Синяя птица» А. Сибірякова (Одеса)                                              |
| Згубний гість                                                              | Анатолій Воротніков                                      | 1918 | Ательє «І. Єрмольєв» (Ялта)                                                             |
| Зірка моря                                                                 | Владислав Старєвіч                                       | 1918 | «А. Ханжонков и К°» (Ялта)                                                              |
| Злочин Ніни Туманової                                                      | Михайло Вернер                                           | 1918 | Кінотовариство «Кінофільма» М. Я. Лугарського (Київ)                                    |
| Знову засяяло сонце                                                        | Михайло Вернер                                           | 1918 | «Російське кіноділо» (Київ)                                                             |
| І таємницю поглинуло море                                                  | Едвард Пухальский                                        | 1918 | Ательє «Мірограф» М. Гросмана, М.Товбіна (Одеса)                                        |
| Каблучка зла                                                               | Михаїл Доронін                                           | 1918 | Т/д «Нептун» (Київ)                                                                     |
| Казка весняного вітру                                                      | Ольга Рахманова                                          | 1918 | «А. Ханжонков и К°» (Ялта)                                                              |
| Катастрофа влади                                                           | Євген Славінський                                        | 1918 | Т/д «Нептун» (Київ)                                                                     |
| Катерина                                                                   | Микола Ларін                                             | 1918 | Т/д «Русь» М. С. Трофимова (Одеса), (Ялта)                                              |
| Конкурс краси                                                              | Олександр Волков                                         | 1918 | Ательє «І. Єрмольєв» (Ялта)                                                             |
| Княжна Тараканова                                                          | Петро Чардинін                                           | 1918 | Т/д Д. І. Харитонов (Москва, Одеса)                                                     |
| Куристка Соня Соколова                                                     | —                                                        | 1918 | Кінематографічна контора Я. К. Золотовського (Київ)                                     |
| Лікар Катцель                                                              | Ф. Строганов                                             | 1918 | «А. Ханжонков и К°» (Ялта)                                                              |
| Лорд Дернлей                                                               | —                                                        | 1918 | «А. Ханжонков и К°» (Ялта)                                                              |
| Марія Кочубей                                                              | Микола Ларін                                             | 1918 | Т/д «Русь» М. С. Трофимова (Одеса), (Ялта)                                              |
| Мірра Ефрос                                                                | Микола Салтиков                                          | 1918 | Ательє «Мірограф» М. Гросмана, М.Товбіна (Одеса)                                        |
| Міщанська трагедія                                                         | В'ячеслав Вісковський                                    | 1918 | Т/д Д. І. Харитонов (Одеса)                                                             |
| Мовчи, сум, мовчи                                                          | Петро Чардинін, Чеслав Сабінський, В'ячеслав Вісковський | 1918 | Т/д Д. І. Харитонов (Одеса)                                                             |
| Море                                                                       | Андрій Громов                                            | 1918 | «А. Ханжонков и К°» (Ялта)                                                              |
| Народжений від скорботи і розпусти                                         | Микола Салтиков                                          | 1918 | Ательє «Мірограф» М. Гросмана (Одеса)                                                   |
| Наші донжуани                                                              | Аркадій Бойтлер                                          | 1918 | Ательє К. П. Борисова (Одеса)                                                           |
| Не та, так інша                                                            | Андрій Громов                                            | 1918 | «А. Ханжонков и К°» (Ялта)                                                              |
| Німа сторожа                                                               | Яків Протазанов                                          | 1918 | Ательє «І. Єрмольєв» (Ялта)                                                             |
| Око за око                                                                 | Едвард Пухальский                                        | 1918 | Ательє «Мірограф» М. Гросмана (Одеса)                                                   |
| Оксамитові кігті                                                           | В'ячеслав Вісковський                                    | 1918 | Т/д Д. І. Харитонов (Одеса)                                                             |
| Останнє танго                                                              | В'ячеслав Вісковський                                    | 1918 | Т/д Д. І. Харитонов (Москва, Одеса)                                                     |
| Остання пригода Арсена Люпена                                              | Нікандр Туркін                                           | 1918 | Т/д «Нептун» (Київ)                                                                     |
| Плакучі верби                                                              | Андрій Громов                                            | 1918 | «А. Ханжонков и К°» (Ялта)                                                              |
| Повз щастя                                                                 | Борис Чайковський                                        | 1918 | «А. Ханжонков и К°» (Москва, Ялта)                                                      |
| Розбита скрипка                                                            | Олександр Уральський                                     | 1918 | «А. Ханжонков и К°» (Москва, Ялта)                                                      |
| Саботажники                                                                | Микола Салтиков                                          | 1918 | «Кіножиття» (Одеса)                                                                     |
| Сагайдачний                                                                | Микола Ларін                                             | 1918 | Т/д «Русь» М. С. Трофимова (Одеса, Ялта)                                                |
| Світосяйна дівчина                                                         | Нароков Михайло                                          | 1918 | Т/д «Нептун» (Київ)                                                                     |
| Симфонія кохання                                                           | Сергій Ценін                                             | 1918 | Ательє К. П. Борисова (Одеса)                                                           |
| Симфонія горя                                                              | Євген Славинський                                        | 1918 | Т/д «Нептун» (Київ)                                                                     |
| Син                                                                        | Мирон Гросман, Едвард Пухальский                         | 1918 | Ательє «Мірограф» М. Гросмана (Одеса)                                                   |
| Син моря                                                                   | Федір Комісаржевський                                    | 1918 | «А. Дранков и К°» (Ялта)                                                                |
| Сповідь чорниці                                                            | Петро Чардинін                                           | 1918 | Т/д Д. І. Харитонов (Одеса)                                                             |
| Справа поміщика Бродова                                                    | Микола Ларін                                             | 1918 | Акціонерне товариство «Нептун» П. С. Антіка (Одеса)                                     |
| Стела Маріс                                                                | Владислав Старєвіч                                       | 1918 | «А. Ханжонков и К°» (Ялта)                                                              |
| Таємниця королеви                                                          | Яків Протазанов                                          | 1918 | Ательє «І. Єрмольєв» (Москва, Ялта)                                                     |
| Таємниця липневої ночі                                                     | Петро Чардинін                                           | 1918 | Т/д Д. І. Харитонов (Одеса)                                                             |
| Тернистий слави шлях                                                       | В'ячеслав Вісковський                                    | 1918 | Т/д Д. І. Харитонов (Москва, Одеса)                                                     |
| Те, що дорожче життя                                                       | Нікандр Туркін                                           | 1918 | Т/д «Нептун» (Київ)                                                                     |
| Таїс                                                                       | Нікандр Туркін                                           | 1918 | Т/д «Нептун» (Київ)                                                                     |
| У золотій клітці                                                           | Чеслав Сабінський                                        | 1918 | Т/д Д. І. Харитонов (Одеса)                                                             |
| Фіалковий негр                                                             | В. Черноблер                                             | 1918 | Кіностудія А. Н. Нікітіна, Кінофабрика «Медуза» А. І. Сибірякова (Одеса)                |
| Хазяїн та працівник                                                        | Михайло Бонч-Томашевський, Олексій Смирнов               | 1918 | Ательє «Художній екран» В. І. Іванова (Київ)                                            |
| Хай будуть прокляті ті, хто братську кров пролив…                          | —                                                        | 1918 | Т/д Д. І. Харитонов (Одеса)                                                             |
| Хвацька давнина                                                            | Нароков Михайло                                          | 1918 | Акціонерне товариство «Нептун» (Київ)                                                   |
| Червона зоря (Міс Кеті)                                                    | Петро Чардинін                                           | 1918 | Т/д Д. І. Харитонов (Одеса)                                                             |
| Чорна зграя                                                                | Яків Протазанов                                          | 1918 | Ательє «І. Єрмольєв» (Ялта)                                                             |
| Аня Краєва                                                                 | —                                                        | 1919 | Кіноконтора «Сила» Я. Яцовського і М. Бернштейна (Київ)                                 |
| Жахи століття                                                              | —                                                        | 1919 | —                                                                                       |